# Highnam
Highnam – wieś w Anglii, w hrabstwie Gloucestershire, w dystrykcie Tewkesbury. Leży 4 km na zachód od miasta Gloucester i 156 km na zachód od Londynu. Miejscowość liczy 2014 mieszkańców.